# Pasir Wangi
Pasir Wangi is een bestuurslaag in de stadsgemeente Kota Bandung van de provincie West-Java, Indonesië. Pasir Wangi telt 12.302 inwoners (volkstelling 2010).